# Erich Netzsch

Erich Netzsch

Erich Thomas Christian Netzsch (* 29. Juni 1903; † 12. April 1990) war ein deutscher Unternehmer und Ingenieur. Er führte das Maschinenbauunternehmen Netzsch in dritter Generation.

## Leben
Erich Netzsch kam als Sohn des Maschinenfabrikanten Gustav Netzsch (1875–1939) zur Welt. Sein Studium schloss er als Diplom-Ingenieur ab. Im Jahr 1926 trat er in den väterlichen Betrieb Gebrüder Netzsch Maschinenfabrik in Selb ein, dessen Leitung er 1929 übernahm.
Nach dem Zweiten Weltkrieg baute Netzsch das Werk in Selb mit anfangs nur 16 Mitarbeitern zu einem bedeutenden Maschinenbaubetrieb aus. Anfang der 1950er Jahre nahm er eine Pumpe zur Förderung von Porzellanschlick ins Firmenprogramm und gründete dafür 1962 die Netzsch Mohnopumpen GmbH in Waldkraiburg. Weitere Tochtergesellschaften stellen u. a. physikalisch-technische Prüfgeräte her.
Nach seinem Tod übernahm sein jüngerer Sohn Thomas Netzsch (1946–2010) die Netzsch-Gruppe. Aus Netzschs 1942 mit Luise Schumann aus Arzberg geschlossener Ehe gingen zudem Wolfgang Netzsch (1938–1994) und Sabine Schaefer (geb. Netzsch; * 1942) hervor.

## Ehrungen
- 1968: Verdienstkreuz 1. Klasse des Verdienstordens der Bundesrepublik Deutschland[2]